# Ormosia opifex
Ormosia opifex là một loài ruồi trong họ Limoniidae. Chúng phân bố ở miền Tân bắc.